# 445W
445W – czteroosiowy wagon towarowy węglarka serii Eanos służący do przewozu materiałów sypkich, produkowany przez Tabor Szynowy Opole (zakład w Zielonej Górze).

## Historia
Wagony typu 445W należały do serii nowych węglarek zamówionych przez PKP Cargo w 2010 roku u kilku producentów. Wraz z wagonami typu 452W, były to pierwsze nowe węglarki zamówione przez PKP Cargo po dłuższej przerwie i pierwsze wagony nowego standardu w PKP, a także pierwsze od 12 lat całkowicie nowe uniwersalne węglarki produkowane seryjnie w Polsce na rynek krajowy. Zamówiona pierwsza partia 200 egzemplarzy była dostarczona od kwietnia 2011 roku. 

## Konstrukcja
Wagon ma zasadnicze wymiary zgodne ze standardami UIC karty 571-2. Konstrukcja jest spawana, całkowicie metalowa, z blach i profili o podwyższonej odporności na korozję oraz uszkodzenia mechaniczne przy załadunku i rozładunku. Poszycie ścian w dolnej części zostało wzmocnione – wykonane z blach grubości 6 mm, w górnej – 4 mm. Burty posiadają dwie pary dwuskrzydłowych drzwi o szerokości 1800 mm i wysokości 1800 mm. Wagony są przystosowane do opróżniania przy użyciu wywrotnic bocznych o kącie obrotu 175°. Wagony posiadają wózki dwuosiowe standardu Y25Lsd1, z kołami monoblokowymi. Wyposażone są w hamulec pneumatyczny z zaworem Oerlikona, z samoczynną regulacją siły hamowania. Konstrukcja jest dostosowana do eksploatacji bez ograniczeń w ruchu międzynarodowym, przy obciążeniu 22,5 ton na oś i prędkości 100 km/h lub przy prędkości 120 km/h w stanie próżnym.
Numery inwentarzowe wagonów w PKP Cargo rozpoczynają się od 5357 101, malowane są na niebiesko.